# Anelasmocephalus cambridgei
Espèce
Synonymes
- Trogulus violaceus Gervais, 1844
- Trogulus cambridgei Westwood, 1874
- Anelasma sorenseni L. Koch, 1877

Anelasmocephalus cambridgei est une espèce d'opilions dyspnois de la famille des Trogulidae.

## Distribution
Cette espèce se rencontre dans le Sud de la Grande-Bretagne, en Allemagne, aux Pays-Bas, en Belgique, en France, en Suisse, dans le Nord de l'Italie et dans le Nord de l'Espagne.

## Description

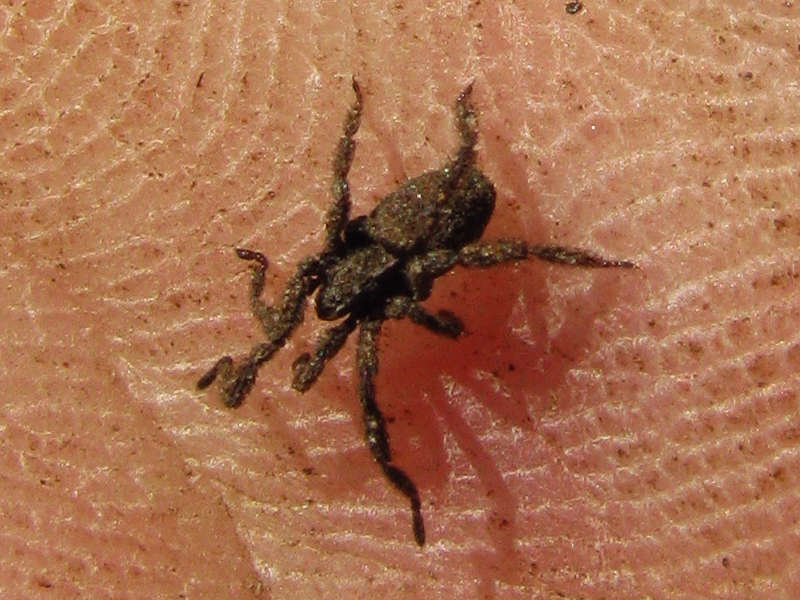
Anelasmocephalus cambridgei

Les mâles mesurent de 2,6 à 3,3 mm et les femelles de 2,9 à 3,9 mm.

## Systématique et taxinomie
Cette espèce a été décrite sous le protonyme Trogulus cambridgei par Westwood en 1874. Elle est placée dans le genre Anelasmocephalus par Simon en 1879.
Anelasma sorenseni a été placée en synonymie par Simon en 1879.
Trogulus violaceus a été placée en synonymie par Schönhofer en 2013.

## Étymologie
Cette espèce est nommée en l'honneur d'Octavius Pickard-Cambridge.

## Publication originale
- Westwood, 1874 : Thesaurus Entomologicus Oxoniensis; or, illustrations of new, rare, and interesting insects, for the most part contained in the collections presented to the University of Oxford by the Rev. F.W. Hope.. with forty plates from drawings by the author. Clarendon Press, Oxford, p. 1-205 (texte intégral).